# UFI
Die UFI, vormals auch Union des Foires Internationales, Union of International Fairs und Verband internationaler Messen, ist der Interessenverband der weltweit größten Veranstalter von Messen und Eigentümer von Messegeländen. Der Verband hat seinen Sitz in Paris.

## Zielsetzung
Die UFI versteht sich als Kommunikations-, Marketing- und Weiterbildungsplattform für ihre Mitglieder. Weiterhin werden Untersuchungen zur Branche durchgeführt und deren Interessen durch regionale Verbände vertreten.

## Entwicklung
Die Vereinigung wurde am 15. April 1925 in Mailand von den damals 20 größten europäischen Messeveranstaltern als Union des Foires Internationales gegründet. Nach dem Zweiten Weltkrieg nahm sie 1947 ihre Tätigkeit am neuen Sitz in Paris erneut auf. Mit der Aufnahme außereuropäischer Mitglieder wuchs die Organisation bis 1975 auf 99 Mitglieder aus 40 Staaten an, darunter auch zahlreiche Mitglieder aus dem Ostblock. Die globalen Wachstumsbestrebungen hielten an, so dass die UFI 1991 153 Mitglieder zählte, davon 110 europäische Mitglieder. In den Folgejahren konnten auch andere nationale und internationale Verbände der Branche sowie Eigentümer von Messegeländen dem Interessenverband beitreten. 2003 erfolgte die Umbenennung in UFI.
Derzeit (2019) hat die Vereinigung 786 Mitglieder, die mehr als tausend Messeveranstaltungen durchführen. 858 Messeveranstaltungen erhalten das vom Verband geschaffene Gütesiegel UFI approved event.